# Cuillère à cocktail

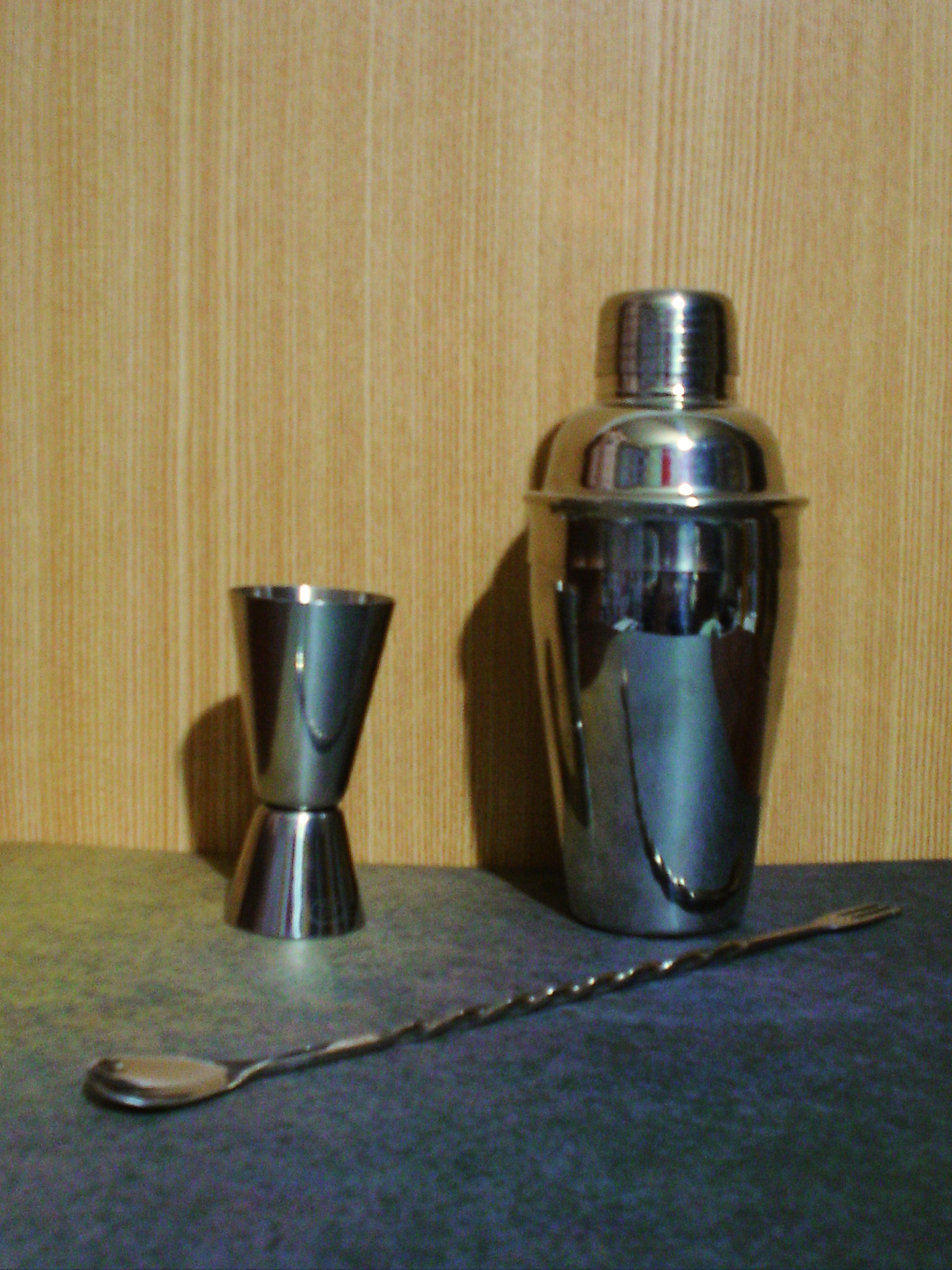
Un verre à shot, un shaker et une cuillère à cocktail.

Une cuillère à cocktail est une cuillère à long manche utilisée par les barmen pour mélanger et superposer les boissons alcoolisées et non alcoolisées. Sa longueur lui permet d'atteindre le fond du plus grand pichet ou du plus grand gobelet pour mélanger les ingrédients directement dans le verre.
Une cuillère à cocktail contient environ 5 millilitres de liquide (soit la même quantité qu'une cuillère à café classique). Son long manche est similaire à celui d'une cuillère à thé glacé, mais il est généralement décoratif et élégant - certaines variantes imitent les grands bâtons à cocktail, avec un disque à une extrémité. Le manche est généralement fin et fileté afin que les doigts puissent facilement saisir et faire tourner la cuillère,.